# ایشتوان بارتا
ایشتوان بارتا (انگلیسی: István Barta; ۱۳ اوت ۱۸۹۵ – ۱۶ فوریهٔ ۱۹۴۸) بازیکن واترپلو اهل مجارستان بود.